# Tortula trachyneura
Tortula trachyneura là một loài rêu trong họ Pottiaceae. Loài này được Dixon mô tả khoa học đầu tiên năm 1920.